# パグアサ島
パグアサ島（タガログ語: Pag-asa Island、英: Thitu Island、中国語: 中業島、ベトナム語：đảo Thị Tứ / 島市肆）は、スプラトリー諸島（南沙諸島、タガログ語ではカラヤーン群島）にある島。「パグアサ」は、フィリピン語（タガログ語）で「希望」という意味。日本が領有宣言をしていた新南群島時代の旧称は三角島。

## 地理
南沙諸島の中では2番目に大きいとされる島（太平島に次ぐ）。三角おむすび形の平坦な島。面積は0.37 km2。
パラワン島の西方海上に位置し、約25キロメートル南西には中国が造成により拡張して兵器を配備しているスービ礁があり、気象条件がよければ簡易な双眼鏡で同島にある人口構造物を見ることが出来る。島の北西5kmの沖合に砂洲があり、パグアサ島の漁師によると不自然に砂洲が拡大しているとされ、同砂洲はフィリピンと中国とで鋭く対立している。

## 領有に関する主張
1971年からフィリピンが実効支配しているが、他に中華人民共和国、台湾およびベトナムが領有権を主張している。
2023年10月16日、中国外交部の毛寧報道官は定例記者会見で「中業島は中国の領土だ。フィリピンは中業島を不法に占拠していており、中国の主権を著しく侵害している」としてフィリピンを批判した。

## フィリピンによる実効支配と中国の動き
フィリピン軍の兵士や沿岸警備隊の隊員約50 - 80名が交替で配備されているほか、2019年時点では漁民ら一般住民も約100人程度 居住しており、多くはフィリピン政府の募集に応じて移り住んでいた。2012年には、小学校の開設や埠頭の建設が予定されていると伝えられている。
島内には1970年代に未舗装の1,400m滑走路を持つ飛行場が建設されている。2014年6月18日には、フィリピン海軍幹部が海水による浸食が進んだ滑走路を補修する計画を明らかにしている。
2017年5月、フィリピン軍がセメント・木材などの建設資材を搬入し、計画しながら中断していた埠頭の接岸施設の整備・滑走路の補修に着手した。
2019年7月23日、ロレンザーナ国防相が記者会見でホテル建設計画を公表した。フィリピン政府は、周辺海域を「西フィリピン海」と呼称している。
2020年8月14日、同島を管轄するカラヤアン町は、島周辺の砂州4カ所を「パグアサ砂州」1～4番、岩礁2カ所を「パグアサ礁」1～2番と命名した。フィリピン政府は2040年までにリゾート地を整備する計画である。
2021年4月、フィリピン情報通信技術省はパグアサ統合校その他の施設で使用出来る無料Wi-Fiを設置したと発表した。これによって住民の児童たちが遠隔教育が継続出来るとした。
フィリピン沿岸警備隊は島への侵略への監視力と海洋安全と探索・救出能力の強化のために、施設を更新をする計画をしている。
2024年現在、島にはフィリピン人の漁師とその家族、およそ200人が暮らしている。パグアサ島から25km沖合にあるスビ礁は中国による埋め立てが進み、滑走路や砲台、塔などが建設され軍事拠点化されている。

## 歴史
- ～1971年 - 中華民国の実効支配
- 1971年 - フィリピンの実効支配。
- 2022年11月20日 - フィリピン軍が同島付近の海上で、浮遊物を回収して持ち帰ろうとしたフィリピン軍のボートを中国海警局の船が妨害し、浮遊物を強奪したと発表した。浮遊物は中国が打ち上げたロケットの残骸だとの情報が報じられている[13][14]。